# 9331 Fannyhensel
A 9331 Fannyhensel (ideiglenes jelöléssel 1990 QM9) a Naprendszer kisbolygóövében található aszteroida. Eric Walter Elst fedezte fel 1990. augusztus 16-án.